# Rangers FC
A Rangers Football Club (röviden Rangers, a sajtóban gyakran Glasgow Rangers) egy glasgow-i székhelyű skót labdarúgócsapat, amely jelenleg a skót labdarúgó bajnokság első osztályában szerepel. Története során 55 bajnoki címet nyert, ami világrekord. A csapat egyik beceneve „Teddy Bears” („Teddy Mackók”), melyet a Nagy-Britanniában használt rímes szleng miatt kapott egy másik becenevéből: „The Gers”. Szurkolócsoportja „Bluenoses”-nak, azaz „Kékorrúak”-nak nevezik magukat.
Manapság már minden nemzetiségű és vallású játékosok megfordulnak a Rangersben, de korábban csak protestánsokat és unionistákat foglalkoztatott a csapat. Több mint egy évszázada komolyan rivalizálnak Glasgow másik élcsapatával, a Celtickel. A két csapat rangadóit Old Firmnek nevezik.
A „Gers” az Ibrox Stadionban játssza hazai meccseit, mely 50 817 néző befogadására alkalmas, csak ülőhelyek vannak a lelátóin és az UEFA-tól megkapta az „5 csillagos stadion” besorolást. Ez volt az első stadion Skóciában, mely ebben az elismerésben részesült, később a Hampden Park lépett a nyomdokaiba.
A csapat 2012 elején csődbe ment, és végül a negyedosztályban folytathatta a játékot. Ezt rögtön meg is nyerték, így a 2013-14-es szezonnak már a harmadosztályban futottak neki, ahol ugyancsak gyorsan az élre is álltak. Az első osztályba a 2015-2016-os másodosztályú bajnokság megnyerése után jutottak vissza.

## Klubtörténet

### Az alapítás és a kezdetek
A csapat négy alapító tagja (Moses McNeil, Peter McNeil, Peter Campbell és William McBeath) 1872-ben találkozott, egy könyvben látott angol rögbicsapat után választották meg klubjuk nevét. A Rangers májusban lejátszotta első meccsét, egy Callander FC elleni barátságos találkozó keretében, mely 0–0-ra végződött. Ebben az évben még egy meccset játszottak, egy Clyde nevű csapat ellen (nem azonos a mai Clyde FC-vel), ahol 11–0-ra nyertek. Ekkor viseltek először kék mezt a játékosok. A hivatalos alapításra 1873-ban került sor egy nagy gyűlés keretében, ekkor iktatták be hivatalaikba a szakmai stáb tagjait is. Az első szezon menetrendje csak barátságos mérkőzésekből állt, mivel a csapat lekéste a Skót labdarúgó-szövetséghez való csatlakozás határidejét. Ez azt jelentette, hogy a Rangers a Skót Kupában sem vehetett részt. 1876-ban az egyik alapítót, Moses McNeilt meghívták a skót válogatottba, így ő lett a gárda első válogatott játékosa. A csapat 1877-ben bejutott a Skót Kupa döntőjébe, de kikapott. Az első Old Firm 1888-ban került megrendezésre, ahol a Rangers 5–2-es vereséget szenvedett. A Celtic azon a meccsen nagyrészt a Hibernian vendégjátékosait szerepeltette.
Az 1890–91-es volt a skót labdarúgó-liga első szezonja, a Rangers a 10 alapító tag egyike volt. Ebben az időben kezdett a csapat az Ibrox Stadionban játszani. Első bajnoki meccsükre 1890. augusztus 16-án került sor, a Hearts volt az ellenfél, a végeredmény sima, 5–2-es győzelem lett. A bajnokságot a Rangers és a Dumbarton zárta az élen pontegyenlőséggel. A két csapat között rendeztek egy bajnoki döntőt, mely 2–2-re végződött, így először és utoljára egy idényen belül két csapatot avattak bajnokká. Ez volt a Gers első aranyérme az 51 közül. Az első kupagyőzelem 1894-re datálódik, a döntőben a Celticet verte a Rangers 3–1 arányban. A századfordulóig két bajnoki címet és három Skót Kupát nyertek a glasgowiak.

### A Paul Le Guen-éra (2006–2007)

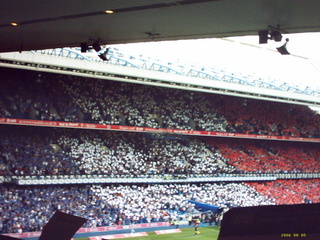
Szurkolói élőkép Le Guen tiszteletére.

A 2005–06-os szezon után Paul Le Guen vette át a csapat irányítását Alex McLeish-től. A fiatal, tehetségesnek tartott francia menedzser hamar új játékosokat igazolt és néhányat eladott.
Az évad nagyon rosszul indult a Rangers számára, több, sokkal gyengébbnek tartott csapattól kikaptak vagy döntetlent játszottak velük, ráadásul a Ligakupából is kiverte őket egy másodosztályú csapat, a St. Johnstone. A Celtic nagy előnyre tett szert a tabella élén, míg a Világoskékek a második helyért küzdöttek a Heartscal és az Aberdeennel. A szezon további része már jobb eredményeket tartogatott a csapat számára, legyőzték a Heart of Midlothiant, az Aberdeent és a Hiberniant. A két Celtic elleni meccsből az egyiket elvesztették 2–0-ra, a másikon 1–1-es döntetlen született.
A szezon első hat hónapjában a bajnoki eredményeknél fényesebbek voltak az UEFA-kupa-sikerek. A Rangers összesítésben 2–0 arányban legyőzte a Molde FK-t, így bejutott a csoportkörbe. A Livorno, a Makkabi Haifa, a Partizan Belgrád és az Auxerre legyőzésével elsőként továbbjutottak, ezzel ők lettek az első olyan skót csapat, mely a modern lebonyolítási rendszerben bejutott az egyenes kieséses szakaszba.
Az egész idényben hallani lehetett olyan híreket, melyek szerint a Rangers skót és külföldi alkalmazottai nem jönnek ki jól egymással, és hogy a csapatkapitány, Barry Ferguson elégedetlen Le Guen eredményeivel. A problémák a második Old Firm napján tetőztek, ezután rendszeressé váltak Ferguson és Le Guen szóváltásai. 2007. január 4-én a Rangers bejelentette, hogy a francia mester közös megegyezés alapján távozott.

### Walter Smith visszatérése (2007-2011)
Paul Le Guen távozása után az egész menedzsment átalakult, január 10-én hivatalossá vált, hogy Walter Smith lett az új menedzser Ally McCoist pedig az asszisztense. Smith és segítői hamar hozzáfogtak a csapat megerősítéséhez. A védelembe érkezett David Weir és Ugo Ehiogu. Ezután a csapat csak hármat veszített el hátralévő meccseiből.
2007 nyarán tíz új játékos érkezett a klubhoz, köztük Carlos Cuéllar és Lee McCulloch. A szezon első célkitűzése, a BL-kvalifikáció sikerült. A Rangers a Barcelonával, az Olympique Lyonnal és a VfB Stuttgarttal kerültek egy csoportba. A harmadik helyen végeztek, így az UEFA-kupában folytathatták tovább a nemzetközi szereplést. A Panathinaikósz, a Werder Bremen, a Sporting Lisszabon és a Fiorentina legyőzésével bejutottak a döntőbe, ahol az Zenyit ellenében 2–0-s vereséget szenvedtek. Miután a Rangers megnyerte a szezonban a skót ligakupát és a klub története során az 54. bajnoki címet a klub és Walter Smith útjai elváltak, és a klubnál dolgozó asszisztense Ally McCoist vette át a csapat vezetését.

### Ally McCoistól a felszámolásig
Ally McCoist a klubhoz a nyáron új játékosokat csábított aminek következtében a Rangers már tíz ponttal vezetett novemberben a bajnokságban, csak hirtelen fordulattal a klub hullámvölgybe került és az előny hirtelen leolvadt 7-re, majd visszanőtt 8 pontra és ismét három ponttal olvadt a Rangers előnye. A Celtic elleni elszenvedett vereség után már az ősi rivális vezette a bajnokságot. Januárban távozott a klubtól Nikica Jelavic az Evertonhoz 5,5 millió fontért. A Rangers 2012 februárjában csődeljárást kért az adótartozás miatt, február 14-én a csapat irányítását egy csődbiztos vette át, emiatt 10 pont levonással büntették, ami gyakorlatilag az ősi rivális Celtic aranyérmét jelentette. A klub játékosainak 25%-75%-os fizetéscsökkentését is tervezték. 2012. június 14-én a hitelezők nem fogadták el azokat a terveket, amelyekkel a klubot megmenthették volna, ezért felszámolási eljárás indult a Rangers FC ellen.

### A megszűnéstől a negyedosztályig
A hitelezők 2012. június 14-én a klubot felszámolták, majd a Rangers eszközeit (stadion, edzőpálya stb.) Charles Green vásárolta meg 5,5 millió fontért. A klubot a többi skót csapat szavazáson a skót negyedosztályba száműzte, aminek hatására olyan meghatározó játékosok távoztak, mint Allan McGregor, Steven Naismith, Steven Whittaker vagy Steven Davis. A Kékekhez igazolt Ian Black, aki az Európa-liga-induló Heartsot hagyta ott a csapat kedvéért. A csapathoz érkezett továbbá Dean Shiels, Francisco Sandaza, Emílson Cribari és Kevin Kyle. A Rangers a negyedosztályú tagságának köszönhetően négy fronton áll: bajnokság, Skót Kupa, Skót Ligakupa és Ramsdens Cup. A Rangers 140 év után először kezdte meg a szezont alacsonyabb osztályban.

### A negyedosztályból felfelé
A hagyományaihoz méltóan a klub a negyedosztályt azonnal megnyerte, imponáló 25 győzelem 3 vereséges mérleggel - s 8 döntetlennel -, 83 ponttal és plusz 58-as (87-29) gólkülönbséggel, aminek eredményeképpen a 2013-14-es szezonnak már a harmadosztályban futhatott neki. A Liga és a Challenge kupákban egyaránt a 8 közé jutott ez alatt, míg a skót kupában a 16 között búcsúzott.
A 2013-14-es, már harmadosztályú szezonjában a bajnokságban hamar az élre állt - egymás után 10 győztes mérkőzéssel nyitott -, és a Challenge kupában a döntőbe jutott. A következő szezont már a másodosztályban kezdték, azonban csak a harmadik helyet szerezték meg az alapszakaszban, a feljutásért vívott osztályozót pedig elbukták. A 2015-2016-os szezonban már sokkal jobb teljesítményt nyújtottak, már április elején bebiztosították a bajnoki címet, és a feljutást.

## Klubszínek és címer
A Rangers FC hivatalos színei a királykék, a fehér és a piros.
A csapat hazai meze mindig királykék, melyen általában látható néhány fehér vagy piros csík. A hagyomány szerint ehhez fehér sort társul kék vagy piros csíkkal; a sportszár általában fekete színű. Előfordul azonban, hogy néhány hazai meccsen fehér sportszárat és kék rövidnadrágot viselnek a játékosok.
A Rangers idegenbeli mezének színei gyakran változnak. Gyakran használnak piros-fehér kombinációt, de a sötét- és világoskék sem ritka.
Az utóbbi években a csapat rendszeresen készíttet egy harmadik számú szerelést is, ezeket hazai pályán és idegenben is viselni szokták a játékosok. Ezen mezek színei között előfordult már a világoskéktől a piroson át a mandarinig minden.

## Old Firm és szektarianizmus
A Rangers legnagyobb riválisa Glasgow másik nagycsapata, a Celtic. A két gárda összecsapásait Old Firmnek nevezik. A Gers szurkolóinak nagy része a skót protestáns és unionista közösségekből származik.
A XIX. század vége felé sok bevándorló érkezett Skóciába Írországból. Ebben az időben alakult a két glasgowi csapat. A Rangers a skót protestáns közösséggel került közeli kapcsolatba és eleinte csak közülük való játékosokat alkalmazott. Graeme Souness 1989-ben leigazolta Mo Johnston, aki korábban a Celticben játszott és nyíltan vállalta, hogy katolikus. A Rangersnél volt egy íratlan szabály, mely szerint nem szerződtetnek katolikusokat, persze ezt már 1989 előtt is áthágták, csak az érintett eltitkolta vallási hovatartozását.
Az utóbbi években a Rangers és a Celtic is megpróbál harcolni a szektarianizmus ellen. Ennek érdekében együtt munkálkodnak a Skót Parlamenttel, templomokkal, iskolákkal és különböző csoportosulásokkal. Szeretnék kiszorítani az Old Firmről a szektariális szurkolói dalokat, a zászlóégetéseket és a balhés drukkereket.
2006-ban a Rangerst a Villarreal CF-fel sorsolták össze a BL-ben. A skótokat megbüntették sértő dalaik és az ellenfél buszának szétverése miatt.

## Stadionok és edzőpályák

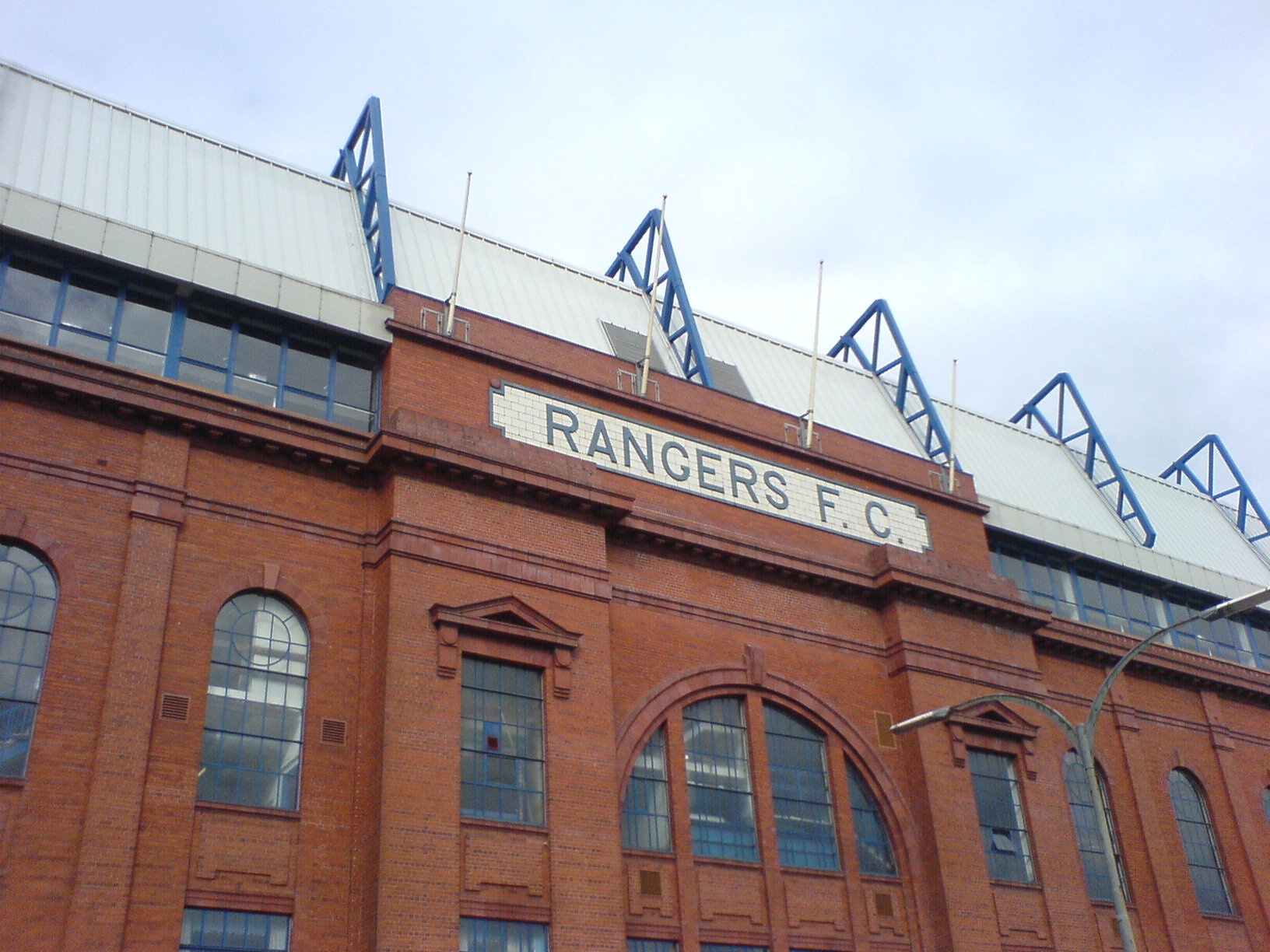
A Bill Struth lelátó homlokzata.

A Rangers sok stadiont használt Glasgowban 1872 és 1899 között. Az első a Flesher's Haugh volt a Glasgow Green nevű parkban, ezt követte a Burnbank Kelvinbridge kerületben. Az 1870-es évektől az 1880-as évekig a Kinning Park szolgált a csapat otthonaként. Az 1886–87-es szezon egyik felében a Cathkin Parkba költözött a csapat, majd birtokba vették az első Ibrox Parkot Glasgow délnyugati részén. Az Ibrox Stadiont mostani formájában az az építész tervezte, aki részt vállalt az Old Trafford és a Highbury megalkotásában is. Az első meccset 1899. december 30-án rendezték itt a Rangers és a Hearts között.
A stadiont két nagyobb katasztrófa sújtotta története során. Az első 1902-ben következett be, amikor az Skócia–Anglia meccsen leomlott az egyik lelátó. 26 szurkoló meghalt és több, mint 500 megsérült. 1971-ben a tömeg éppen kifelé tartott a stadionból, de a lépcsőházban annyian zsúfolódtak össze, hogy az leszakadt 66 ember halálát és több, mint 200 sérülését okozva. Ez a létesítmény átépítéséhez vezetett.
A Rangers edzőpályája Auchenhowie-ban található, a neve Murray Park. Ezt az elnök, Sir David Murray után kapta. 1998-ban kezdték el építeni és 2001-re készült el. Az építés költsége körülbelül 14 millió font volt. A létesítményen belül kilenc futballpálya, több edzőterem, egy hidroterápiás medence és egy videóelemző terem található. A Rangers korosztályos csapatai is itt edzenek 10-től egészen 19 éves korig.

## Játékosok

### Felnőtt keret
Utoljára frissítve: 2025. február 3.
| #  |     | Poszt | Név                                              |
| -- | --- | ----- | ------------------------------------------------ |
| 1  | ENG | K     | Jack Butland                                     |
| 2  | ENG | V     | James Tavernier ()                               |
| 3  | TUR | V     | Rıdvan Yılmaz                                    |
| 4  | NED | V     | Robin Pröpper                                    |
| 5  | SCO | V     | John Souttar                                     |
| 7  | COL | CS    | Óscar Cortés (kölcsönben az RC Lens csapatától)  |
| 8  | SCO | KP    | Connor Barron                                    |
| 9  | NGA | CS    | Cyriel Dessers                                   |
| 10 | CIV | KP    | Mohamed Diomande                                 |
| 11 | WAL | CS    | Tom Lawrence                                     |
| 14 | ALB | KP    | Nedim Bajrami                                    |
| 18 | CZE | CS    | Václav Černý (kölcsönben a Wolfsburg csapatától) |
| 19 | FRA | V     | Clinton Nsiala                                   |
| 21 | ENG | V     | Dujon Sterling                                   |
| 22 | BRA | V     | Jefté                                            |

| #  |     | Poszt | Név                                                     |
| -- | --- | ----- | ------------------------------------------------------- |
| 24 | NED | V     | Neraysho Kasanwirjo (kölcsönben a Feyenoord csapatától) |
| 27 | NGA | V     | Leon Balogun                                            |
| 28 | POR | V     | Rafael Fernandes (kölcsöben a Lille OSC csapatától)     |
| 29 | MAR | CS    | Hamzah Igamane                                          |
| 30 | ROU | KP    | Ianis Hagi                                              |
| 31 | SCO | K     | Liam Kelly                                              |
| 38 | SCO | V     | Leon King                                               |
| 43 | BEL | KP    | Nicolas Raskin                                          |
| 44 | SCO | V     | Adam Devine                                             |
| 45 | NIR | CS    | Ross McCausland                                         |
| 49 | SCO | KP    | Bailey Rice                                             |
| 52 | SCO | CS    | Findlay Curtis                                          |
| 54 | NIR | K     | Mason Munn                                              |
| 55 | ENG | KP    | Paul Nsio                                               |
| 99 | BRA | CS    | Danilo                                                  |

## Vezetőedzők
Az alábbi táblázat a Rangers FC edzőit sorolja fel 1899 óta.
| Név                      | Állampolgárság | Időszak   | Bajnokság | Kupa | Ligakupa | UEFA | Teljes |
| ------------------------ | -------------- | --------- | --------- | ---- | -------- | ---- | ------ |
| William Wilton           | Skócia         | 1899–1921 | 8         | 1    | —        | —    | 9      |
| Bill Struth              | Skócia         | 1921–1954 | 18        | 10   | 2        | —    | 30     |
| Scot Symon               | Skócia         | 1954–1967 | 6         | 5    | 4        | —    | 15     |
| David White              | Skócia         | 1967–1969 | 0         | 0    | 0        | 0    | 0      |
| William Waddell          | Skócia         | 1969–1972 | 0         | 0    | 1        | 1    | 2      |
| Jock Wallace             | Skócia         | 1972–1978 | 3         | 3    | 2        | 0    | 8      |
| John Greig               | Skócia         | 1978–1983 | 0         | 2    | 2        | 0    | 4      |
| Jock Wallace             | Skócia         | 1983–1986 | 0         | 0    | 2        | 0    | 2      |
| Graeme Souness           | Skócia         | 1986–1991 | 3         | 0    | 4        | 0    | 7      |
| Walter Smith             | Skócia         | 1991–1998 | 7         | 3    | 3        | 0    | 13     |
| Dick Advocaat            | Hollandia      | 1998–2001 | 2         | 2    | 1        | 0    | 5      |
| Alex McLeish             | Skócia         | 2001–2006 | 2         | 2    | 3        | 0    | 7      |
| Paul Le Guen             | Franciaország  | 2006–2007 | 0         | 0    | 0        | 0    | 0      |
| Walter Smith             | Skócia         | 2007–2011 | 3         | 2    | 3        | 0    | 8      |
| Ally McCoist             | Skócia         | 2011–2014 | 2         | 0    | 0        | 0    | 2      |
| Mark Warburton           | Anglia         | 2015–2017 | 1         | 0    | 0        | 0    | 1      |
| Pedro Caixinha           | Portugália     | 2017      | 0         | 0    | 0        | 0    | 0      |
| Graeme Murty             | Skócia         | 2017–2018 | 0         | 0    | 0        | 0    | 0      |
| Steven Gerrard           | Anglia         | 2018–2021 | 1         | 0    | 0        | 0    | 1      |
| Giovanni van Bronckhorst | Hollandia      | 2021–0    | 0         | 0    | 0        | 0    | 0      |

A közbeeső edzők Willie Thornton (2 mérkőzés 1969-ben), Tommy McLean (4 mérkőzés 1983-ban), Ian Durrant (1 mérkőzés 2007-ben) és Graeme Murty (6 mérkőzés 2017-ben).

## Eredmények
- Skót első osztály (Scottish Premiership)
  - Bajnok (55): 1890–91, 1898–99, 1899–1900, 1900–01, 1901–02, 1910–11, 1911–12, 1912–13, 1917–18, 1919–20, 1920–21, 1922–23, 1923–24, 1924–25, 1926–27, 1927–28, 1928–29, 1929–30, 1930–31, 1932–33, 1933–34, 1934–35, 1936–37, 1938–39, 1946–47, 1948–49, 1949–50, 1952–53, 1955–56, 1956–57, 1958–59, 1960–61, 1962–63, 1963–64, 1974–75, 1975–76, 1977–78, 1986–87, 1988–89, 1989–90, 1990–91, 1991–92, 1992–93, 1993–94, 1994–95, 1995–96, 1996–97, 1998–99, 1999–2000, 2002–03, 2004–05, 2008–09, 2009–10, 2010–11, 2020-21
  - Második helyezett (32)
- Skót másodosztály (Scottish Championship)
  - Bajnok (1): 2015–2016
- Skót harmadosztály (Scottish League One)
  - Bajnok (1): 2013-2014
- Skót negyedosztály (Scottish League Two)
  - Bajnok (1): 2012-2013
- Skót Kupa
  - Győztes (34): 1893–94, 1896–97, 1897–98, 1902–03, 1927–28, 1929–30, 1931–32, 1933–34, 1934–35, 1935–36, 1947–48, 1948–49, 1949–50, 1952–53, 1959–60, 1961–62, 1962–63, 1963–64, 1965–66, 1972–73, 1975–76, 1977–78, 1978–79, 1980–81, 1991–92, 1992–93, 1995–96, 1998–99, 1999–2000, 2001–02, 2002–03, 2007–08, 2008–09, 2021-22
  - Ezüstérmes (18)
- Skót Ligakupa
  - Győztes (27): 1945–46, 1947–48, 1959–60, 1960–61, 1962–63, 1963–64, 1969–70, 1974–75, 1976–77, 1977–78, 1980–81, 1982–83, 1983–84, 1985–86, 1986–87, 1987–88, 1989–90, 1991–92, 1992–93, 1995–96, 1997–98, 2001–02, 2002–03, 2004–05, 2007–08, 2009–10, 2010–11
  - Ezüstérmes (8)
- Kupagyőztesek Európa-kupája
  - Győztes (1): 1971–72
  - Ezüstérmes (2)
- UEFA-kupa/Európa-liga
  - Ezüstérmes (2): 2007–08, 2021–22
- UEFA-szuperkupa
  - Ezüstérmes (1): 1972 (nem hivatalos)